# American Zoetrope
American Zoetrope - cunoscută și sub numele de Zoetrope Studios din 1979 până în 1990 - este o companie privată de producție de film din Statele Unite cu sediul în San Francisco, California și înființată de Francis Ford Coppola și George Lucas.
Activ începând din 12 decembrie 1969, studioul a produs atât filmele lui Coppola, printre care Apocalipsul acum, Dracula și Tetro⁠(d), cât și filmele lui George Lucas din perioada pre-Războiul Stelelor (i.e. THX 1138). Mai mult, a produs proiectele cinematografice ale unor directori avant-garde precum Jean-Luc Godard, Akira Kurosawa, Wim Wenders și Godfrey Reggio⁠(d). American Zoetrope a fost una dintre primele companii care a utilizat filmarea digitală⁠(d), inclusiv HDTV în unele producții.
Patru filme produse de American Zoetrope sunt incluse în top 100 de filme ale Institutului American de Film. De asemenea, proiectele acestei companii au câștigat 15 premii Oscar și au primit 68 de nominalizări.

## Înființare
Situat inițial într-un depozit de pe strada Folsom⁠(d), sediul companiei se află din 1972 în clădirea turnul Columbus⁠(d) de pe strada 916 Kearny⁠(d) din cartierul North Beach⁠(d) din San Francisco. Coppola a numit studioul după un zeotrop⁠(d) pe care l-a primit spre sfârșitul anilor 1960 de la regizorul și colecționarul Morgens Skot-Hansen. „Zoetrope” este și denumirea revistei de ficțiune Zoetrope: All-Story⁠(d) deținută de acesta.
În 1980, compania a devenit Zoetrope Studios și au decis că vor produce și distribui filme asemenea studioului DreamWorks. American Zoetrope este astăzi deținut de fiul și fiica lui Coppola, regizorii Roman Coppola⁠(d) și Sofia Coppola, în timp ce majoritatea filmotecii este acum deținută de Lionsgate (cu unele excepții - precum Dracula - care este deținută în prezent de Sony Pictures Entertainment ), iar drepturile de distribuție la nivel internațional sunt deținute de StudioCanal⁠(d).

### Zoetrope Virtual Studio
Compania administrează și Zoetrope Virtual Studio (în română Studioul Virtual Zoetrope), un studio complet de producție de filme la care au acces doar membrii. Lansat în iunie 2000 după mai mult de patru ani de muncă, acesta întrunește departamente pentru scenariști, regizori, producători și alți artiști cineaști, plus noi departamente pentru alte tehnici cinematografice. Membrii implicați în producție pot realiza o gamă largă de filme artistice, inclusiv muzică, grafică digitală, design, respectiv film & video.

## Filmografie

### Filme
| An   | Titlu                                         | Regizor                                                | Companie          | Credit                                                                       | Note        |
| ---- | --------------------------------------------- | ------------------------------------------------------ | ----------------- | ---------------------------------------------------------------------------- | ----------- |
| 1969 | The Rain People                               | Francis Ford Coppola                                   | American Zoetrope | Companie de producție                                                        | [ 2 ] [ 6 ] |
| 1971 | THX 1138                                      | George Lucas                                           | American Zoetrope | Companie de producție                                                        | [ 2 ]       |
| 1972 | Nașul                                         | Francis Ford Coppola                                   | American Zoetrope | Companie de producție                                                        | [ 2 ]       |
| 1972 | Ludwig: Requiem for a Virgin King             | Hans-Jürgen Syberberg⁠(d)                               | American Zoetrope | Distribuitor                                                                 | [ 2 ]       |
| 1973 | American Graffiti                             | George Lucas                                           | American Zoetrope | Companie de producție                                                        | [ 2 ]       |
| 1974 | Conversația                                   | Francis Ford Coppola                                   | American Zoetrope | Companie de producție                                                        | [ 2 ]       |
| 1974 | Nașul II                                      | Francis Ford Coppola                                   | American Zoetrope | Production Facilities Furnished Through (as American Zoetrope San Francisco) | [ 2 ]       |
| 1977 | Perfumed Nightmare                            | Kidlat Tahimik⁠(d)                                      | American Zoetrope | Distribuitor                                                                 | [ 2 ]       |
| 1977 | Hitler: A Film from Germany                   | Hans-Jürgen Syberberg                                  | Omni Zoetrope     | Distribuitor                                                                 | [ 2 ]       |
| 1979 | Apocalipsul acum                              | Francis Ford Coppola                                   | Omni Zoetrope     | Companie de producție                                                        | [ 2 ] [ 6 ] |
| 1979 | Armăsarul negru⁠(d)                            | Carroll Ballard⁠(d)                                     | Omni Zoetrope     | Companie de producție                                                        | [ 2 ]       |
| 1980 | Sauve qui peut (la vie)                       | Jean-Luc Godard                                        | Zoetrope Studios  | Companie de producție/Distribuitor                                           | [ 2 ]       |
| 1980 | Kagemusha                                     | Akira Kurosawa                                         | Zoetrope Studios  | Companie de producție                                                        | [ 2 ]       |
| 1982 | Parsifal                                      | Hans-Jürgen Syberberg                                  | Zoetrope Studios  | Distribuitor                                                                 | [ 2 ]       |
| 1982 | The Escape Artist                             | Caleb Deschanel⁠(d)                                     | Zoetrope Studios  | Companie de producție                                                        | [ 2 ]       |
| 1982 | Passion                                       | Jean-Luc Godard                                        | Zoetrope Studios  | Companie de producție/Distribuitor                                           | [ 2 ]       |
| 1982 | The Grey Fox                                  | Phillip Borsos⁠(d)                                      | Zoetrope Studios  | Companie de producție                                                        | [ 2 ]       |
| 1982 | Koyaanisqatsi                                 | Godfrey Reggio                                         | Zoetrope Studios  | Companie de producție                                                        |             |
| 1982 | The Making of 'One from the Heart'            | Tony St. John                                          | Zoetrope Studios  | Companie de producție                                                        |             |
| 1982 | Hammett                                       | Wim Wenders                                            | Zoetrope Studios  | Companie de producție                                                        | [ 2 ]       |
| 1982 | One from the Heart                            | Francis Ford Coppola                                   | Zoetrope Studios  | Companie de producție/Distribuitor                                           | [ 2 ]       |
| 1983 | Proscrișii⁠(d)                                 | Francis Ford Coppola                                   | Zoetrope Studios  | Companie de producție                                                        | [ 2 ]       |
| 1983 | Golanii⁠(d)                                    | Francis Ford Coppola                                   | Zoetrope Studios  | Companie de producție                                                        | [ 2 ]       |
| 1983 | The Black Stallion Returns                    | Robert Dalva⁠(d)                                        | Zoetrope Studios  | Companie de producție                                                        | [ 2 ]       |
| 1984 | The Cotton Club                               | Francis Ford Coppola                                   | Zoetrope Studios  | Companie de producție                                                        | [ 2 ]       |
| 1985 | Seven Minutes in Heaven                       | Linda Feferman                                         | Zoetrope Studios  | Companie de producție                                                        |             |
| 1985 | Mishima: A Life in Four Chapters              | Paul Schrader                                          | Zoetrope Studios  | Companie de producție                                                        | [ 2 ]       |
| 1986 | Peggy Sue Got Married                         | Francis Ford Coppola                                   | Zoetrope Studios  | Companie de producție                                                        | [ 2 ]       |
| 1987 | Tough Guys Don't Dance                        | Norman Mailer                                          | Zoetrope Studios  | Companie de producție                                                        |             |
| 1987 | Gardens of Stone                              | Francis Ford Coppola                                   | Zoetrope Studios  | Companie de producție                                                        | [ 2 ]       |
| 1987 | Barfly                                        | Barbet Schroeder⁠(d)                                    | Zoetrope Studios  | Companie de producție                                                        | [ 2 ]       |
| 1988 | Tucker: The Man and His Dream                 | Francis Ford Coppola                                   | Zoetrope Studios  | Companie de producție                                                        |             |
| 1989 | Wait Until Spring, Bandini                    | Dominique Deruddere⁠(d)                                 | Zoetrope Studios  | Companie de producție                                                        | [ 2 ]       |
| 1990 | Nașul III                                     | Francis Ford Coppola                                   | Zoetrope Studios  | Companie de producție                                                        | [ 2 ]       |
| 1991 | Hearts of Darkness: A Filmmaker's Apocalypse  | Fax Bahr, Eleanor Coppola⁠(d) și George Hickenlooper⁠(d) | American Zoetrope | Companie de producție                                                        | [ 2 ]       |
| 1992 | Bram Stoker's Dracula                         | Francis Ford Coppola                                   | American Zoetrope | Companie de producție                                                        | [ 2 ]       |
| 1992 | Wind                                          | Carroll Ballard                                        | American Zoetrope | Companie de producție                                                        | [ 2 ]       |
| 1993 | The Secret Garden                             | Agnieszka Holland                                      | American Zoetrope | Companie de producție                                                        | [ 2 ]       |
| 1994 | Mary Shelley's Frankenstein                   | Kenneth Branagh                                        | American Zoetrope | Companie de producție                                                        | [ 2 ]       |
| 1994 | Don Juan DeMarco                              | Jeremy Leven⁠(d)                                        | American Zoetrope | Companie de producție                                                        | [ 2 ]       |
| 1995 | Haunted                                       | Lewis Gilbert⁠(d)                                       | American Zoetrope | Companie de producție                                                        |             |
| 1995 | My Family                                     | Gregory Nava⁠(d)                                        | American Zoetrope | Companie de producție                                                        | [ 2 ]       |
| 1996 | Jack⁠(d)                                       | Francis Ford Coppola                                   | American Zoetrope | Companie de producție                                                        | [ 2 ]       |
| 1997 | Omul care aduce ploaia                        | Francis Ford Coppola                                   | American Zoetrope | Companie de producție                                                        | [ 2 ]       |
| 1997 | Buddy                                         | Caroline Thompson⁠(d)                                   | American Zoetrope | Companie de producție (An American Zoetrope Production)                      | [ 2 ]       |
| 1999 | The Florentine                                | Nick Stagliano⁠(d)                                      | American Zoetrope | Companie de producție                                                        |             |
| 1999 | The Virgin Suicides                           | Sofia Coppola                                          | American Zoetrope | Companie de producție                                                        | [ 2 ]       |
| 1999 | The Third Miracle                             | Agnieszka Holland                                      | American Zoetrope | Companie de producție                                                        | [ 2 ]       |
| 1999 | Legenda călărețului fără cap                  | Tim Burton                                             | American Zoetrope | Companie de producție                                                        | [ 2 ]       |
| 2001 | Tenebre                                       | Victor Salva                                           | American Zoetrope | Companie de producție                                                        | [ 2 ]       |
| 2001 | CQ                                            | Roman Coppola                                          | American Zoetrope | Companie de producție                                                        | [ 2 ]       |
| 2001 | No Such Thing                                 | Hal Hartley⁠(d)                                         | American Zoetrope | Companie de producție                                                        | [ 2 ]       |
| 2001 | Suriyothai                                    | Chatrichalerm Yukol⁠(d)                                 | American Zoetrope | Companie de producție                                                        | [ 2 ]       |
| 2002 | Pumpkin                                       | Anthony Abrams și Adam Larson Broder                   | American Zoetrope | Companie de producție                                                        | [ 2 ]       |
| 2002 | Assassination Tango                           | Robert Duvall                                          | American Zoetrope | Companie de producție                                                        | [ 2 ]       |
| 2003 | Rătăciți printre cuvinte                      | Sofia Coppola                                          | American Zoetrope | Companie de producție                                                        | [ 2 ]       |
| 2003 | Tenebre 2                                     | Victor Salva                                           | American Zoetrope | Companie de producție                                                        | [ 2 ]       |
| 2004 | Kinsey⁠(d)                                     | Bill Condon⁠(d)                                         | American Zoetrope | Companie de producție (nerecunoscut)                                         | [ 2 ]       |
| 2006 | Marie Antoinette                              | Sofia Coppola                                          | American Zoetrope | Companie de producție                                                        | [ 2 ]       |
| 2006 | Agenția secretă                               | Robert De Niro                                         | American Zoetrope | Companie de producție                                                        | [ 2 ]       |
| 2007 | Tinerețe fără tinerețe                        | Francis Ford Coppola                                   | American Zoetrope | Companie de producție                                                        | [ 2 ]       |
| 2009 | Tetro                                         | Francis Ford Coppola                                   | American Zoetrope | Companie de producție                                                        | [ 2 ]       |
| 2010 | Somewhere                                     | Sofia Coppola                                          | American Zoetrope | Companie de producție                                                        |             |
| 2011 | Twixt                                         | Francis Ford Coppola                                   | American Zoetrope | Companie de producție                                                        | [ 2 ]       |
| 2012 | A Glimpse Inside the Mind of Charles Swan III | Roman Coppola                                          | American Zoetrope | Companie de producție                                                        | [ 2 ]       |
| 2012 | On the Road                                   | Walter Salles⁠(d)                                       | American Zoetrope | Companie de producție                                                        | [ 2 ]       |
| 2013 | Palo Alto                                     | Gia Coppola⁠(d)                                         | American Zoetrope | Companie de producție                                                        | [ 2 ]       |
| 2013 | The Bling Ring                                | Sofia Coppola                                          | American Zoetrope | Companie de producție                                                        | [ 2 ]       |
| 2014 | Life After Beth                               | Jeff Baena⁠(d)                                          | American Zoetrope | Companie de producție                                                        | [ 2 ]       |
| 2015 | A Very Murray Christmas                       | Sofia Coppola                                          | American Zoetrope | Companie de producție                                                        | [ 2 ]       |
| 2015 | Last Days in the Desert                       | Rodrigo García⁠(d)                                      | American Zoetrope | Companie de producție                                                        | [ 7 ]       |
| 2016 | Paris Can Wait                                | Eleanor Coppola                                        | American Zoetrope | Companie de producție                                                        | [ 2 ]       |
| 2016 | Joshy                                         | Jeff Baena                                             | American Zoetrope | Companie de producție                                                        | [ 2 ]       |
| 2017 | The Beguiled                                  | Sofia Coppola                                          | American Zoetrope | Companie de producție                                                        | [ 2 ]       |
| 2020 | Love Is Love Is Love                          | Eleanor Coppola                                        | American Zoetrope | Companie de producție                                                        | [ 8 ]       |
| 2020 | On the Rocks                                  | Sofia Coppola                                          | American Zoetrope | Companie de producție                                                        | [ 9 ]       |
| 2021 | Mainstream                                    | Gia Coppola                                            | American Zoetrope | Companie de producție                                                        | [ 10 ]      |

### Seriale TV
| An        | Titlu                | Creator | Companie          | Credit                                                  | Rețea de televiziune | Precizări | Note   |
| --------- | -------------------- | --- | ----------------- | ------------------------------------------------------- | -------------------- | --- | ------ |
| 1990      | The Outsiders        | personaje de: S.E. Hinton⁠(d) dezvoltat de: S.E. Hinton, Joe Byrne și Jeb Rosebrook                                                                        | Zoetrope Studios  | Companie de producție                                   | Fox                  | coproducție cu Papazian-Hirsch Entertainment |        |
| 1997      | The Odyssey          | Andrei Koncealovski bazat pe Odiseea lui Homer | American Zoetrope | Companie de producție (American Zoetrope San Francisco) | NBC                  | miniserie; coproducție cu Hallmark Entertainment | [ 2 ]  |
| 1998      | Moby Dick            | Anton Diether, Franc Roddam, Benedict Fitzgerald bazat pe Moby-Dick de Herman Melville                                                                    | American Zoetrope | Companie de producție                                   | USA Network          | miniserie; coproducție cu Nine Network Australia și USA Pictures | [ 2 ]  |
| 1998-2001 | Prima invazie        | Chris Brancato⁠(d) | American Zoetrope | Companie de producție                                   | Sci-Fi Channel       | coproducție cu Sugar Entertainment⁠(d) | [ 2 ]  |
| 2003      | Platinum             | John Ridley⁠(d) Sofia Coppola | American Zoetrope | Companie de producție                                   | UPN                  | coproducție cu The Greenblatt/Janollari Studio⁠(d),International Famous Players Radio Picture Corporation⁠(d) și Eye Productions                                        | [ 11 ] |
| 2004-2007 | Cei 4400             | René Echevarria⁠(d) Scott Peters | American Zoetrope | Companie de producție                                   | USA Network          | coproducție cu Renegade 83⁠(d), Viacom Productions⁠(d) (sezonul 1), Paramount Network Television⁠(d) (sezonul 2) and CBS Paramount Network Television⁠(d) (sezoanele 3-4) |        |
| 2014-2018 | Mozart in the Jungle | bazat pe Mozart in the Jungle: Sex, Drugs, and Classical Music de: Blair Tindall dezvoltat de: Roman Coppola, Jason Schwartzman, Alex Timbers, Paul Weitz | American Zoetrope | Companie de producție                                   | Amazon Video         | coproducție cu Depth of Field, Picrow și Amazon Studios | [ 2 ]  |

## Cafeneaua Zoetrope
În holul clădirii Coppola operează o mică cafenea italiană, Cafe Zoetrope, care vinde vin Inglenook⁠(d) și suveniruri din filmele sale.
Cartierul este bine cunoscut pentru cafenelele și scriitorii săi. Coppola a scris o mare parte din scenariul pentru Nașul în Caffe Trieste⁠(d), iar librăria/editură City LightsBookstore⁠(d) înființată de Lawrence Ferlinghetti⁠(d) este situată pe bulevardul Columbus.